# Letrozole
Letrozole, được bán dưới tên thương hiệu Femara và các thương hiệu khác, là một chất ức chế aromatase được sử dụng trong điều trị ung thư vú đáp ứng nội tiết tố sau phẫu thuật.
Nó được cấp bằng sáng chế vào năm 1986 và được chấp thuận cho sử dụng y tế vào năm 1996.

## Sử dụng trong y tế

### Ung thư vú

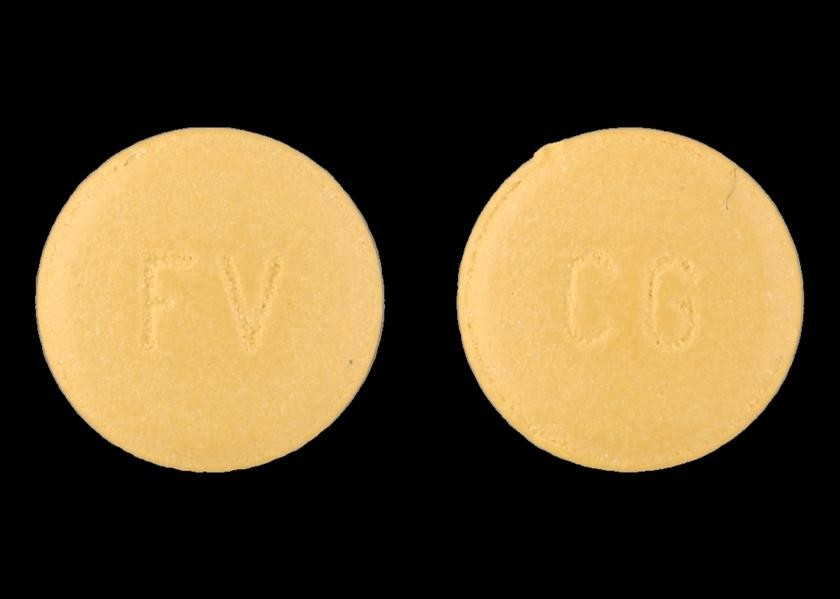
Viên uống Femara 2,5 mg

Letrozole được Cơ quan Quản lý Thực phẩm và Dược phẩm Hoa Kỳ (FDA) chấp thuận để điều trị ung thư vú di căn hoặc di căn dương tính với thụ thể hoóc môn hoặc có tình trạng thụ thể chưa biết ở phụ nữ sau mãn kinh.

#### So sánh với tamoxifen
Tamoxifen cũng được sử dụng để điều trị ung thư vú đáp ứng nội tiết tố, nhưng nó làm như vậy bằng cách can thiệp vào thụ thể estrogen. Tuy nhiên, letrozole chỉ có hiệu quả ở phụ nữ sau thời kỳ mãn kinh, trong đó estrogen được sản xuất chủ yếu ở các mô ngoại biên (tức là ở mô mỡ, như ở vú) và một số vị trí trong não. Ở phụ nữ tiền mãn kinh, nguồn estrogen chính là từ buồng trứng chứ không phải các mô ngoại biên và letrozole tỏ ra không hiệu quả.
Trong nghiên cứu BIG 1-98, về phụ nữ sau mãn kinh bị ung thư vú đáp ứng với nội tiết tố, letrozole làm giảm sự tái phát của ung thư, nhưng không thay đổi tỷ lệ sống sót, so với tamoxifen.

## Chống chỉ định
Letrozole chống chỉ định ở những phụ nữ có tình trạng nội tiết tố tiền mãn kinh, trong khi mang thai và cho con bú.

## Tác dụng phụ
Các tác dụng phụ phổ biến nhất là đổ mồ hôi, bốc hỏa, đau khớp (đau khớp) và mệt mỏi.